# Channichthys panticapaei
Channichthys panticapaei is een straalvinnige vissensoort uit de familie van krokodilijsvissen (Channichthyidae). De wetenschappelijke naam van de soort is voor het eerst geldig gepubliceerd in 1995 door Shandikov.